# Electra hastingsae
Electra hastingsae is een mosdiertjessoort uit de familie van de Electridae. De wetenschappelijke naam van de soort is voor het eerst geldig gepubliceerd door Marcus.